# Gert Jørgensen
Gert Jørgensen (født 4. november 1961) er en dansk lokalpolitiker fra Det Konservative Folkeparti og borgmester i Sorø Kommune siden 2014.

## Uddannelse og arbejde
Gert Jørgensen flyttede til Sorø i 1975 og blev i 1981 student fra Sorø Akademi. Efter en tur i Livgarden læste han erhvervsøkonomi på Copenhagen Business School (CBS) og efterfølgende har han bl.a. arbejdet som revisor og som rådgiver inden for kapitalformidling og aktieinvestering først i Carnegie Investment Bank og siden i Danske Bank.

## Politisk karriere
Til kommunalvalget i 2005 stillede Gert Jørgensen op til byrådet for den nye sammenlagte Sorø Kommune for Det Konservative Folkeparti, og blev med det tredjehøjeste stemmetal på den konservative liste valgt ind som et af de fem konservative medlemmer i den nye kommunes byråd. Gert Jørgensen har været medlem af byrådet, siden omdøbt til kommunalbestyrelsen, i Sorø Kommune siden da.
Til kommunalvalget 2013 valgte De Konservative at stille med Gert Jørgensen som spidskandidat, hvor han var oppe imod Socialdemokratiets borgmester gennem 23 år Ivan Hansen. Gert Jørgensen havde indtil dette kommunalvalg haft posterne som kommunens 2. viceborgmester samt formand for Kultur og Fritidsudvalget. Valget faldt således ud, at De Konservative kunne konstituere sig sammen med de øvrige borgerlige partier, og Gert Jørgensen blev således kommunens nye borgmester fra 1. januar 2014.
Som borgmester er Gert Jørgensen formand for økonomiudvalget, kommunalbestyrelsen og valgbestyrelsen samt medlem af Kommunernes Landsforenings Repræsentantskab og tillige medlem af flere andre råd og bestyrelser bl.a. Danmarks Erhvervsfremmebestyrelse og Sorø Kunstmuseums bestyrelse.
Det Konservative Folkeparti i Sorø valgte endnu engang Gert Jørgensen som deres spidskandidat til kommunalvalget 2021, hvor han opnåede 1893 personlige stemmer ud af de i alt 15.524 afgivne stemmer i kommunen.

## Privat
Gert Jørgensen er født i Rødovre og har boet i Sorø siden 1975.
Han er gift med Anette Jørgensen, og parret har kendt hinanden siden de var teenagere. Sammen har de børnene Marlene, Marcus og Mie.
Jørgensen har også et landbrug på 82 hektar med en æbleplantage, og så er han engageret i Sorø Rotary Klub og tidligere i Sorø Pendlerklub.